# Lenguas de Guadalcanal
Las lenguas de Guadalcanal son un subgrupo de las lenguas Gela-Guadalcanal formado por cuatro lenguas: la lengua ghari, la lengua talise, la lengua malango y la lengua birao.
- Datos: Q5972841